# Lee Talbott
Leander James „Lee” Talbott, Jr. (ur. 12 lipca 1887 w Kansas City, zm. 16 września 1954 tamże) – amerykański zapaśnik walczący w stylu wolnym i lekkoatleta. Olimpijczyk z Londynu 1908, gdzie zajął dziewiąte miejsce w wadze ciężkiej, w zapasach.
Piąty w przeciąganiu liny i rzucie młotem; szósty w rzucie dyskiem i ósmy w pchnięciu kulą.

## ZapasyLetnie Igrzyska Olimpijskie 1908
| Konkurencja       | Rundy eliminacyjne      | Klas. końcowa |
| Konkurencja       | I runda                 | Miejsce       |
| ----------------- | ----------------------- | ------------- |
| +73 kg styl wolny | Con O’Kelly Sr. (GBR) P | 9.            |